# Fletamento a casco desnudo
El fletamento a casco desnudo (en inglés, bareboat charter) o arrendamiento de buque es un tipo de contrato del transporte marítimo. El Convenio de Naciones Unidas sobre Inscripción de Buques de Ginebra (UNCTAD), de 7 de febrero de 1986, definió, a partir de elementos jurídicos comunes a la mayoría de las legislaciones, el concepto de «arrendamiento a casco desnudo» como:

(...) un contrato de arrendamiento de un buque por un tiempo determinado, en virtud del cual el arrendatario tiene la posesión y el control plenos del buque, incluido el derecho de designar el Capitán y la tripulación por el período de arrendamiento.

Dentro del concepto de arrendamiento se incluye:
- tanto el contrato mediante el cual una persona, conocida como «fletante»,[1] concede a otra, «fletador»,[2] el goce de un buque totalmente desarmado o insuficientemente armado y equipado (arrendamiento a casco vacío o desnudo),
- como el de un buque perfectamente armado y equipado, siempre que el buque dependa totalmente del arrendatario mediante la sumisión del capitán y la tripulación a sus órdenes, tanto en el orden comercial como en el meramente náutico (charter by demise).

Como todo arrendamiento tiene una tarifa, denominada «flete», que suele cotizarse en dólares. El flete debe cubrir los costes del capital del buque.